# Joosep Toome
Joosep Toome, né le 21 juin 1985, à Tallinn, en République socialiste soviétique d'Estonie, est un joueur estonien de basket-ball. Il évolue au poste de pivot.

## Palmarès
- Champion d'Estonie 2006, 2011, 2012, 2015
- Coupe d'Estonie 2007, 2008, 2013, 2014